# 努发楚克拉虫
努发楚克拉虫（学名：Zschokkella nova）为两极科楚克拉虫属的动物。分布于俄罗斯以及湖北、浙江、黑龙江流域等，营寄生生活，寄生在胆囊（鳗鲡、鲫）、鳔、肾（鲫）。